# 国道299号

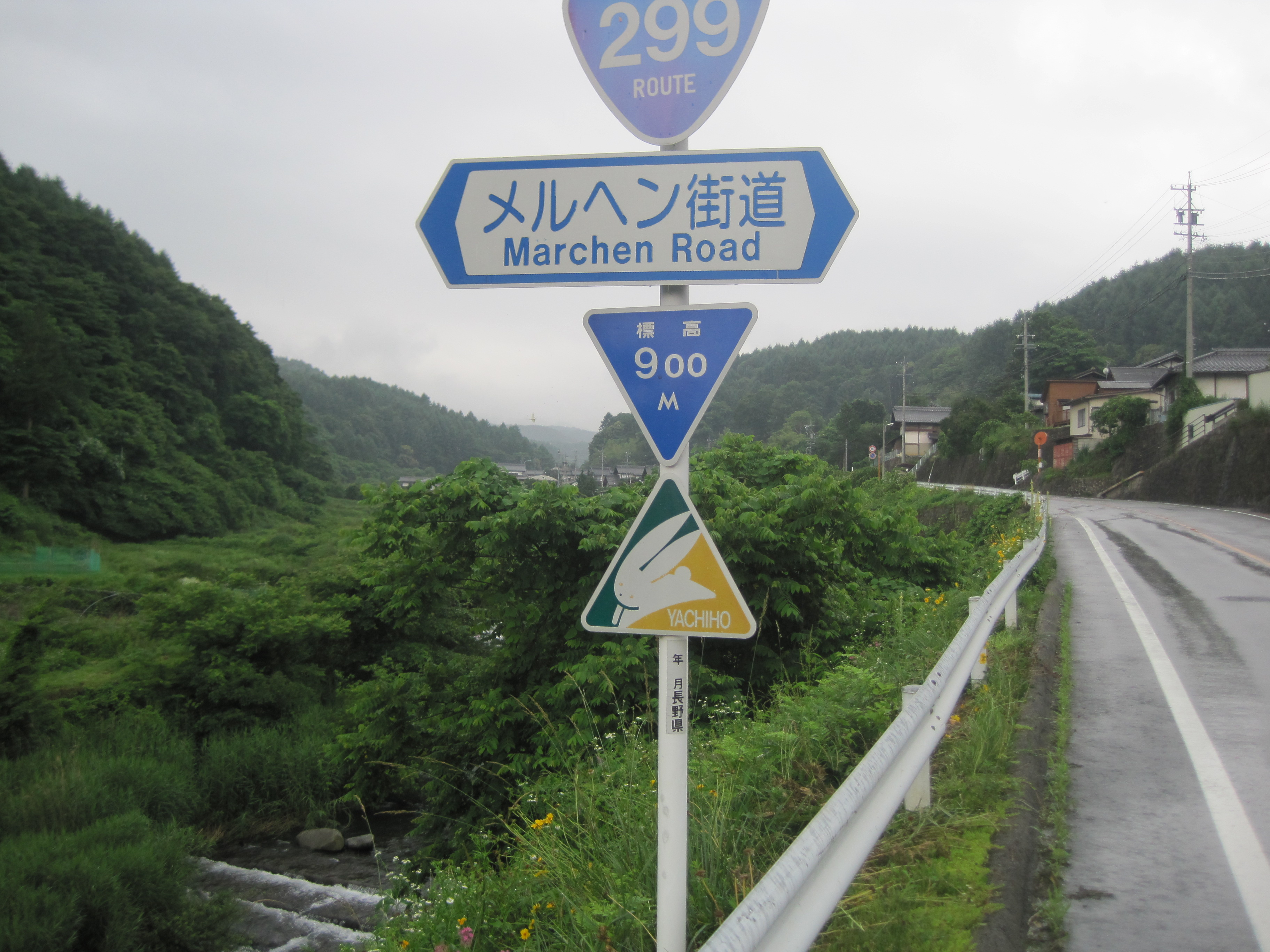
メルヘン街道（長野県佐久穂町）

国道299号（こくどう299ごう）は、長野県茅野市から群馬県多野郡上野村、埼玉県秩父市を経由し、入間市に至る一般国道である。

## 概要
長野県東部に位置する茅野市の国道20号から東へ、八ヶ岳の蓼科高原・八千穂高原と長野・埼玉県にまたがる関東山地を越えて、埼玉県中南部に位置する入間市の国道16号とを結ぶ、延長約205 kmの一般国道で、主な通過地は長野県南佐久郡佐久穂町、群馬県多野郡上野村、埼玉県秩父郡小鹿野町、秩父市、飯能市である。
長野県内の一部は、別名メルヘン街道、長野県から埼玉県にかけて武州街道ともいう。八ヶ岳の鞍部は、日本の国道の峠では2番目に高い標高を持つ麦草峠を通り、長野・群馬県境の十石峠では、大雨・冬季閉鎖される狭隘な峠道となる。
起点がある茅野市では、起点・国道20号交点（新井交差点）から湖東新井交差点までの区間が国道152号との重用区間で、そのうち、あけぼの隧道交差点から御座石神社交差点までは、通称ビーナスラインと呼ばれる観光道路の末端ともなっている。湖東新井交差点の国道152号分岐より実延長区間となる。バイパス道路に、国道463号 所沢入間バイパスと一体的に整備された飯能狭山バイパスがある。

### 路線データ
一般国道の路線を指定する政令に基づく起終点および重要な経過地は次のとおり。
- 起点：茅野市（新井交差点 = 国道20号交点、国道152号上）
- 終点：入間市（河原町交差点 = 国道16号交点、国道463号終点）
- 重要な経過地：長野県南佐久郡八千穂村[注釈 3]、同郡佐久町[注釈 3]、群馬県多野郡上野村、同郡中里村[注釈 4]、秩父市、飯能市、日高市
- 総延長 : 204.5 km（群馬県 34.3 km、埼玉県 90.6 km、長野県 79.7 km）[2][注釈 5]
- 重用延長 : 13.1 km（群馬県 - km、埼玉県 0.1 km、長野県 13.0 km）[2][注釈 5]
- 未供用延長 : なし[2][注釈 5]
- 実延長 : 191.4 km（群馬県 34.3 km、埼玉県 90.5 km、長野県 66.6 km）[2][注釈 5]
  - 現道 : 176.8 km（群馬県 34.3 km、埼玉県 75.9 km、長野県 66.6 km）[2][注釈 5]
  - 旧道 : 14.7 km（群馬県 - km、埼玉県 13.5 km、長野県 - km）[2][注釈 5]
  - 新道 : なし[2][注釈 5]
- 指定区間：なし[3]

## 歴史
- 1970年（昭和45年）4月1日 - 一般国道299号（佐久市 - 入間市）
- 1982年（昭和57年）4月1日 - 一般国道299号（茅野市 - 入間市）

## 路線状況
起点がある長野県茅野市から麦草峠を越えるメルヘン街道とよばれるルートは高原道路といえる観光道路で、麦草峠（標高2,127 m）は志賀草津道路（国道292号）が無料化されるまでは国道最高地点であった。佐久市の国道141号との重複区間より以東の長野・群馬県境にある十石峠へ向かう道路（武州街道）は狭隘路で、いわゆる「酷道」のひとつにも数えられている。佐久側のカーブにはカーブ番号が割り振られた標識が設置されている。この区間は道路幅が狭いにもかかわらず、他の酷道とよばれる国道路線よりも比較的交通量が多く、対向車やオートバイとすれ違う機会が多い。
埼玉県秩父市から飯能市の山岳区間は、高麗川に沿ってワインディングロードが続いており、夜間にはローリング族が出没する。沿道住民からの騒音苦情がたびたび出されており、管轄する埼玉県警察飯能警察署は、2016年（平成28年）に発生した交通事故を契機に、夜間の重点パトロールを実施しており、違法改造車への対応として、国土交通省と合同で排気音測定の自動車検査取り締まりを行っている。それでも2018年（平成30年）には、40 km/h規制区間を129 km/hで走行していた自動車がカーブを曲がり切れず、正面衝突を起こして死亡するなど、事故が発生し続けている。2023年（令和5年）7月からは飯能市の吾野トンネル西交差点付近では転回禁止、吾野トンネル東交差点、南天神橋、吾野宿入口交差点の3ヶ所が午後9時から午前3時まで通行止め規制（住民は除外）となる。

### 別名
- 茅野道路
- メルヘン街道
  - 長野県茅野市 御座石神社交差点[9] - 南佐久郡佐久穂町[10]。冬季は通行止めとなる[10]。
- 武州街道
- 十石峠街道
- あじさい街道
  - 飯能狭山バイパスおよび以西の飯能市内では、アジサイをメインに道路植栽が行われている。

### バイパスおよび改良事業（構想中含む）
- 茅野道路（長野県茅野市ちの - 長野県茅野市塚原、延長 0.6 km）
- 芹ヶ沢バイパス（長野県茅野市湖東 - 長野県茅野市芹ケ沢・糸萱境、延長2.1 km）
- 糸萱拡幅（長野県茅野市北山糸萱、0.3 km）
- 四ツ谷バイパス
- 本郷バイパス（長野県南佐久郡佐久穂町三味脇 - 長野県南佐久郡佐久穂町刈又、延長5.2 km）
- 十石バイパス（長野・群馬県境）※構想中
  - 十石峠は、大雨時通行止め・冬季通行止め・大型車通行不可・普通車すれ違い困難。酷道としても分類されている。また、冬季以外の時期でも度々峠付近で濃霧が発生し視界が悪い。現在、十石峠の抜本対策として十石道路が国土交通省高崎河川国道事務所にて計画されている。現道拡幅整備案や長大トンネルバイパス案を含め、PI方式で比較検討されている。
- 現道改良（多野郡神流町・多野郡上野村）
  - 上野ダム整備のため、高規格なバイパスが整備されたが、神流町中里支所前の1.5車線道路等が残っている。
- 志賀坂峠改良（秩父市・多野郡上野村）
- 黒海土バイパス（秩父郡小鹿野町）
- 武甲山麓バイパス（秩父市）
  - 秩父市街地に集中する交通を迂回させるためのバイパス構想。
- 横瀬橋から武光橋までの道路拡幅（秩父郡横瀬町）
  - 延長315 mの区間。歩道がなく、危険な状況であるため、歩道整備が必要な区間である[11]。
- 吾野バイパス（飯能市長沢地区ほか[12]）
- 飯能日高バイパス（埼玉県日高市久保 - 埼玉県飯能市飯能、延長2.5 kmほか）
  - 同区間は歩道もなく、大型車がすれ違いにくいため、生徒は自転車で走らないように促されるなど、沿道住民の生活に影響を及ぼしている[13]。バイパス整備後、旧道は市道へ格下げする予定。
- 飯能狭山バイパス（埼玉県飯能市飯能 - 埼玉県狭山市笹井、延長5.6 km）

### 重複区間
- 国道152号（長野県茅野市）
- 国道141号（長野県南佐久郡佐久穂町・清水町交差点 - 南佐久郡佐久穂町・千曲病院入口交差点）
- 国道462号（長野県南佐久郡佐久穂町 - 群馬県多野郡神流町）
- 国道407号（埼玉県狭山市根岸 - 入間市河原町）

### 道路施設

#### 主な橋梁
- 埼玉県
  - 秩父橋（荒川、秩父市）
  - 豊水橋（入間川、狭山市 - 入間市）
  - 新豊水橋（入間川、狭山市 - 入間市）※飯能狭山バイパス
  - 霞川橋（霞川、入間市）※所沢入間バイパス

#### 主なトンネル
- 群馬県
  - 砥根平トンネル（多野郡上野村）
  - 楢原トンネル（多野郡上野村）
  - 父母トンネル（多野郡上野村）
  - 志賀坂トンネル（多野郡神流町 - 埼玉県秩父郡小鹿野町）
- 埼玉県
  - 正丸トンネル（秩父郡横瀬町 - 飯能市）
  - 吾野トンネル（飯能市）

#### 道の駅
- 長野県
  - 八千穂高原（南佐久郡佐久穂町）
- 群馬県
  - 上野（多野郡上野村）
- 埼玉県
  - 果樹公園 あしがくぼ（秩父郡横瀬町）

### 観光渋滞
秩父地方で開催されるイベントで、たびたび渋滞が発生する。
- 芝桜 - 本駐車場はすぐに満車になる。
- 秩父夜祭 - 非常に渋滞する。
- 巾着田 - 彼岸花の開花期間中は、休日を中心に渋滞が発生する。
- 奥むさし駅伝競走大会 - 1月下旬の日曜日に、飯能市内の本道を利用して開催される駅伝大会。周辺大学の陸上部や一般人サークル等が参加する。迂回路は設定されているが、大型車走行が難しい。
- 初詣 - 埼玉県日高市の一部区間が台瀧不動尊の敷地をまたいで設置されており、道幅も狭く、歩道もないため、初詣客が道に飛び出してくることがある。

## 地理
長野県茅野市と南佐久郡佐久穂町の境をなす標高2,127 mの麦草峠は、国道で2番目に標高の高い地点である。
八ヶ岳を横断する麦草峠を通る区間は、タイトなコーナーの連続するワインディングロードで人気のあるコースとなっている。蓼科高原や八千穂高原のシラカバやカラマツの林を走り抜けてゆき、秋の紅葉が美しいところで知られる。また、沿道からは南アルプスや浅間山の展望ほか、八ヶ岳の珍しい模様をした縞枯山も見ることができる。
群馬・長野県境の十石峠越えの山間部は急カーブが連続するところで、昔は峠を越えて十石の米を運んでいたというところから、十石峠の名がつけられたといわれている。十石峠には展望台も設置されている。この周辺は見渡す限り森林に囲まれているところで、群馬県側は道路の上まで森の木々の緑に包まれている。

### 通過する自治体
- 長野県
  - 茅野市 - 南佐久郡佐久穂町 - 南佐久郡小海町 - 南佐久郡佐久穂町
- 群馬県
  - 多野郡上野村 - 多野郡神流町
- 埼玉県
  - 秩父郡小鹿野町 - 秩父市 - 秩父郡横瀬町 - 飯能市 - 日高市 - 飯能市 - 入間市

### 交差する道路
- 長野県
  - 国道20号（茅野市）
  - 長野県道・山梨県道17号茅野北杜韮崎線（茅野市 山寺上交差点）
  - 国道152号（茅野市）
  - 中部横断自動車道（南佐久郡佐久穂町 八千穂高原IC）
  - 国道141号（南佐久郡佐久穂町 清水町交差点 - 千曲病院入口交差点）
  - 長野県道2号川上佐久線（南佐久郡佐久穂町）
- 群馬県
  - 群馬県道45号下仁田上野線（多野郡上野村）
  - 群馬県道・長野県道124号上野小海線（多野郡上野村）
  - 国道462号（多野郡神流町）
- 埼玉県
  - 金山志賀坂林道（秩父郡小鹿野町）
  - 埼玉県道37号皆野両神荒川線（秩父郡小鹿野町 黒海土バイパス前交差点）
  - 埼玉県道209号小鹿野影森停車場線（秩父郡小鹿野町 小鹿野高校前交差点）
  - 埼玉県道283号下小鹿野吉田線（秩父郡小鹿野町 泉田交差点）
  - 埼玉県道43号皆野荒川線（秩父郡小鹿野町）
  - 国道140号皆野秩父バイパス（秩父市 上蒔田交差点）[17]
  - 埼玉県道270号吉田久長秩父線（秩父市 蒔田交差点）
  - 埼玉県道72号秩父荒川線（秩父市 尾田蒔交差点）
  - 埼玉県道44号秩父児玉線（秩父市）
  - 国道140号（秩父市上野町 上野町交差点）
  - 埼玉県道11号熊谷小川秩父線（秩父郡横瀬町坂氷）
  - 東京都道・埼玉県道53号青梅秩父線（秩父郡横瀬町正丸トンネル）
  - 埼玉県道61号越生長沢線（飯能市）
  - 埼玉県道15号川越日高線（日高市久保 久保交差点）
  - 東京都道・埼玉県道28号青梅飯能線（埼玉県道70号飯能下名栗線重複、飯能市仲町 東町交差点）
  - 国道407号/埼玉県道262号日高狭山線（狭山市根岸 根岸交差点）
  - 埼玉県道195号富岡入間線（入間市鍵山 鍵山交差点）
  - 国道16号/国道463号（入間市河原町 河原町）

### 名所
- 慰霊の園 - 1985年（昭和60年）8月12日に発生した日本航空123便墜落事故の犠牲者を追悼するために建設された（事故現場である御巣鷹の尾根からは路程で20 kmほど離れている）。群馬県上野村の、国道を少し外れた道のカーブ付近にある。
- 本邦帝王切開術発祥之地記念碑 - 日本初の帝王切開を実施した敷地に立つ。正丸トンネル飯能口より数百メートル飯能寄りに進んだカーブにある。

### 峠
長野県
- 麦草峠（標高2,127 m、茅野市 - 南佐久郡佐久穂町）
- 十石峠（標高1,351 m、南佐久郡佐久穂町 - 群馬県多野郡上野村）

群馬県
- 志賀坂峠（標高780 m、多野郡神流町 - 埼玉県秩父郡小鹿野町） - 志賀坂トンネルで通過

埼玉県
- 正丸峠（標高636 m、秩父郡横瀬町 - 飯能市） - 正丸トンネルで通過

## ギャラリー

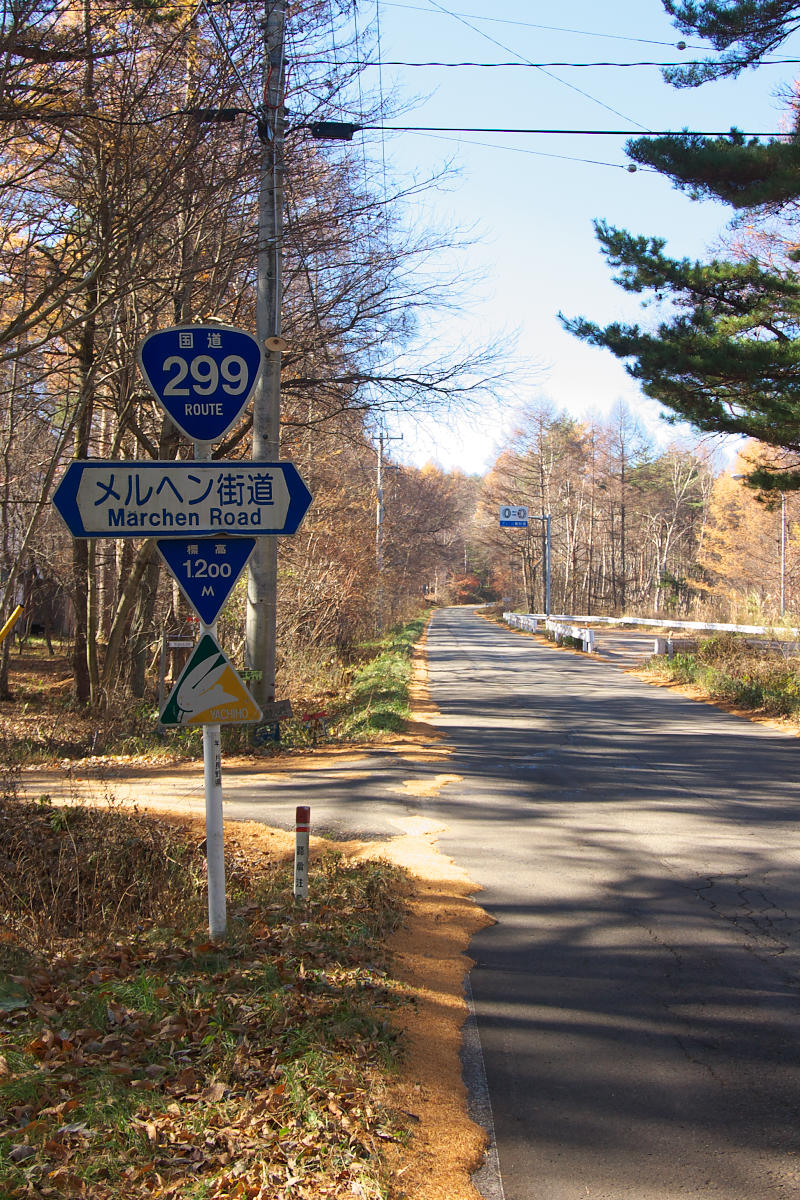
長野県佐久穂町内（2005年10月）
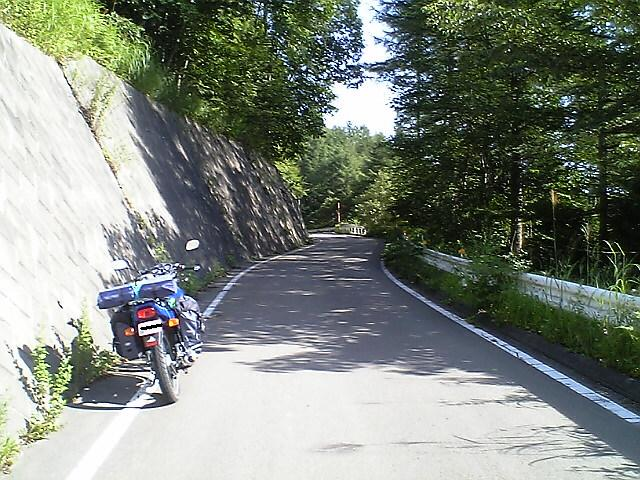
長野・群馬県境、十石峠付近（2007年8月）
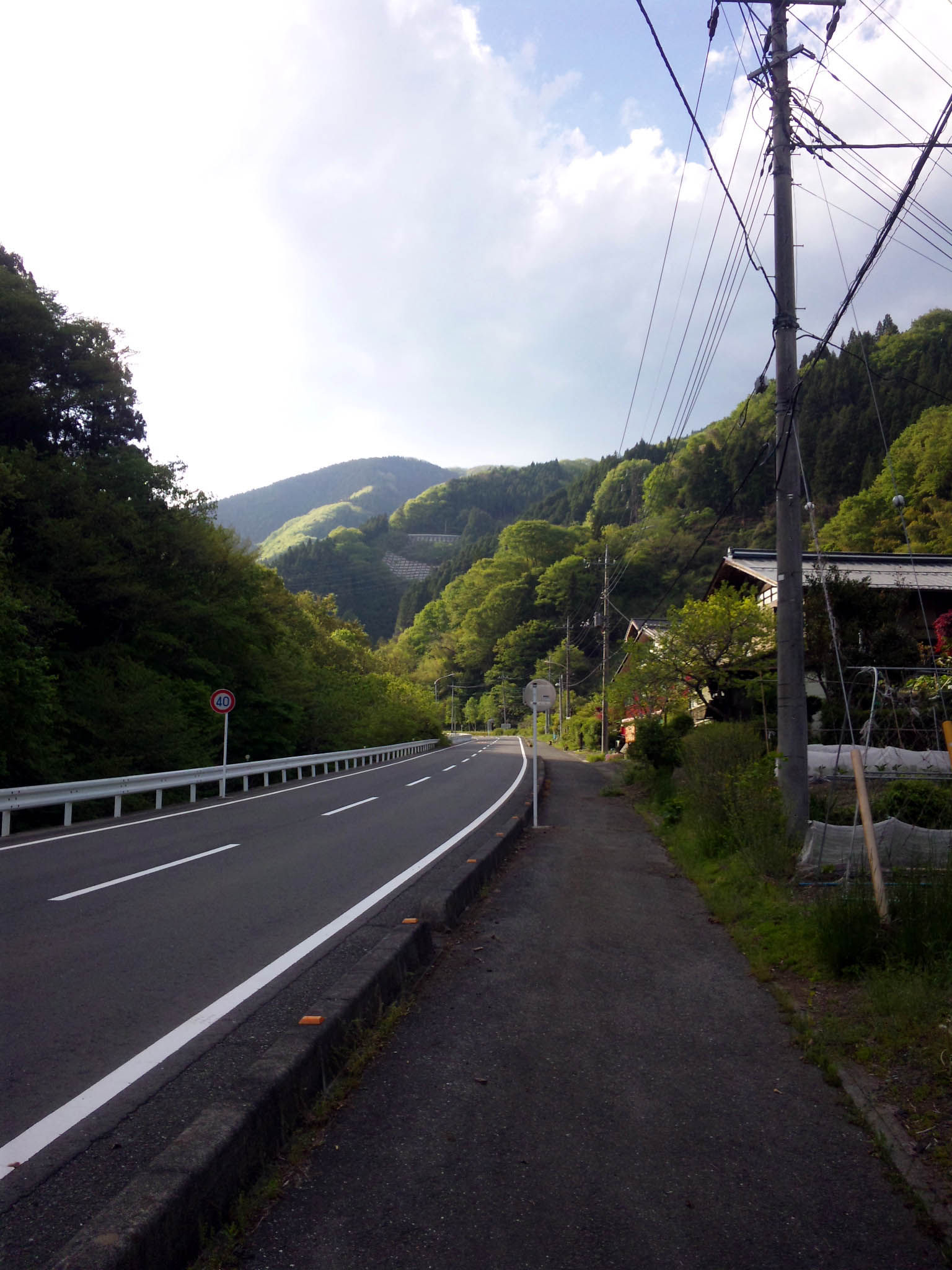
埼玉県小鹿野町、正面は志賀坂峠（2011年5月）
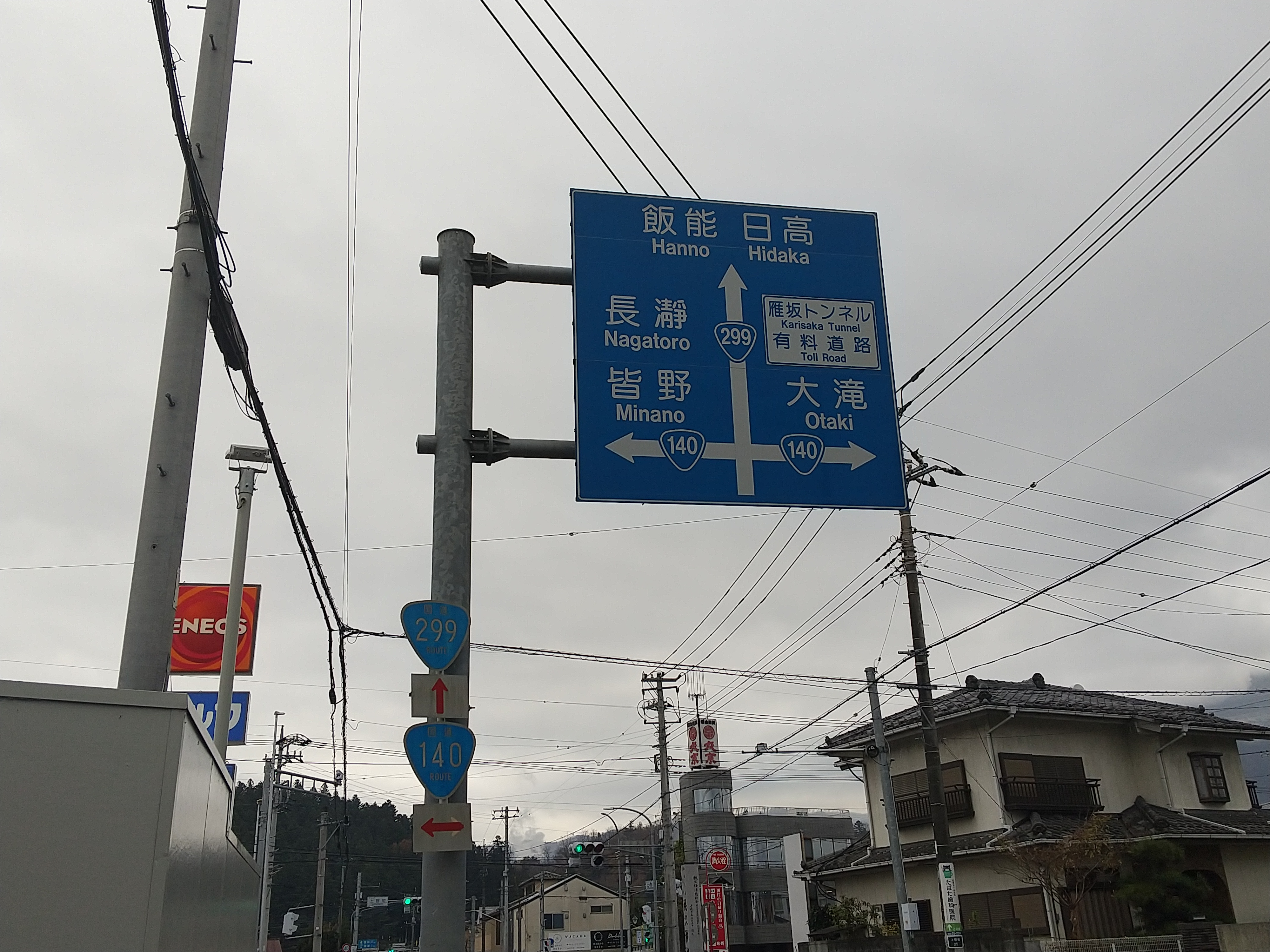
埼玉県秩父市上野町付近（2020年12月）
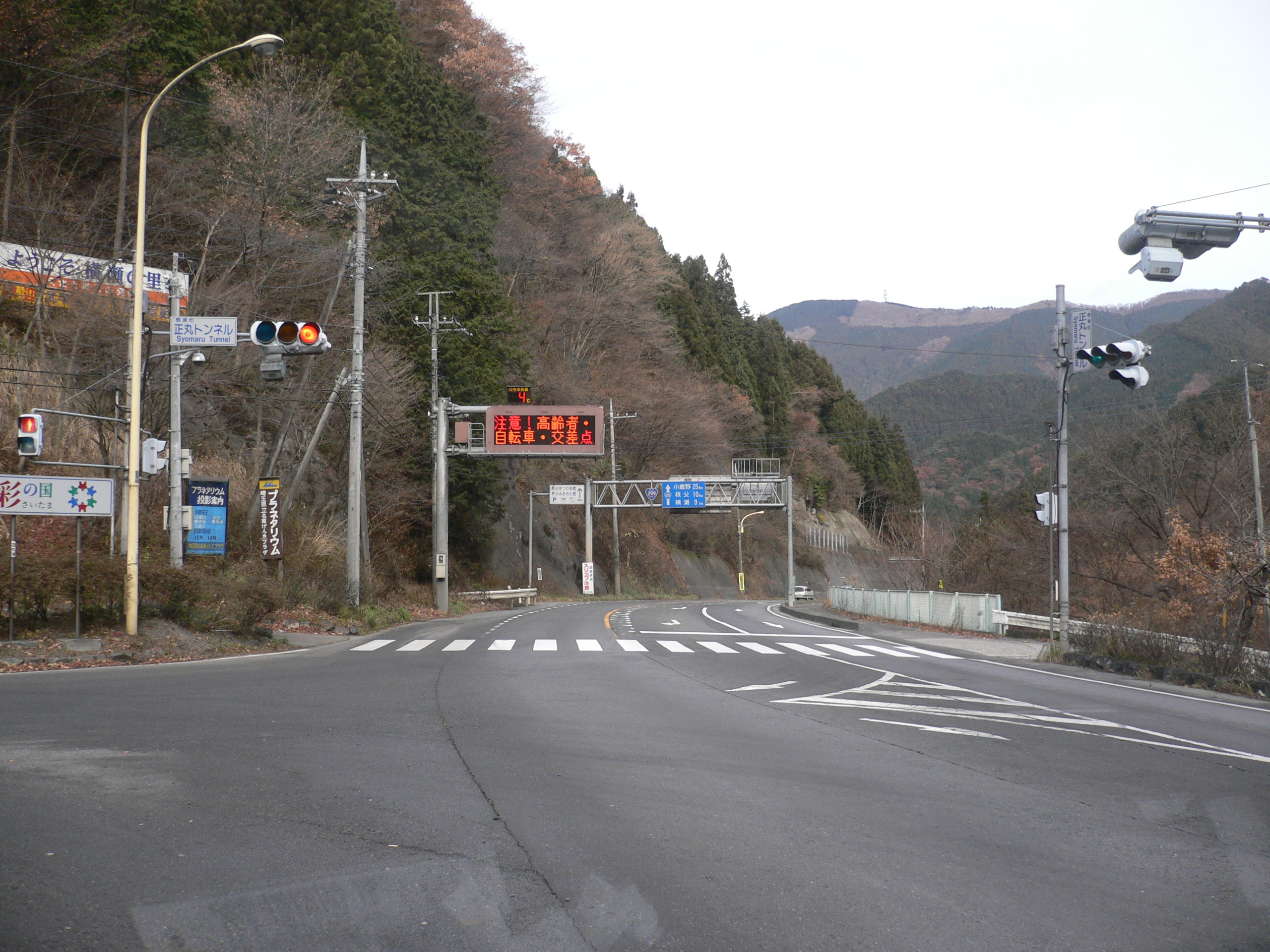
埼玉県秩父郡横瀬町 正丸トンネル交差点（2005年12月）
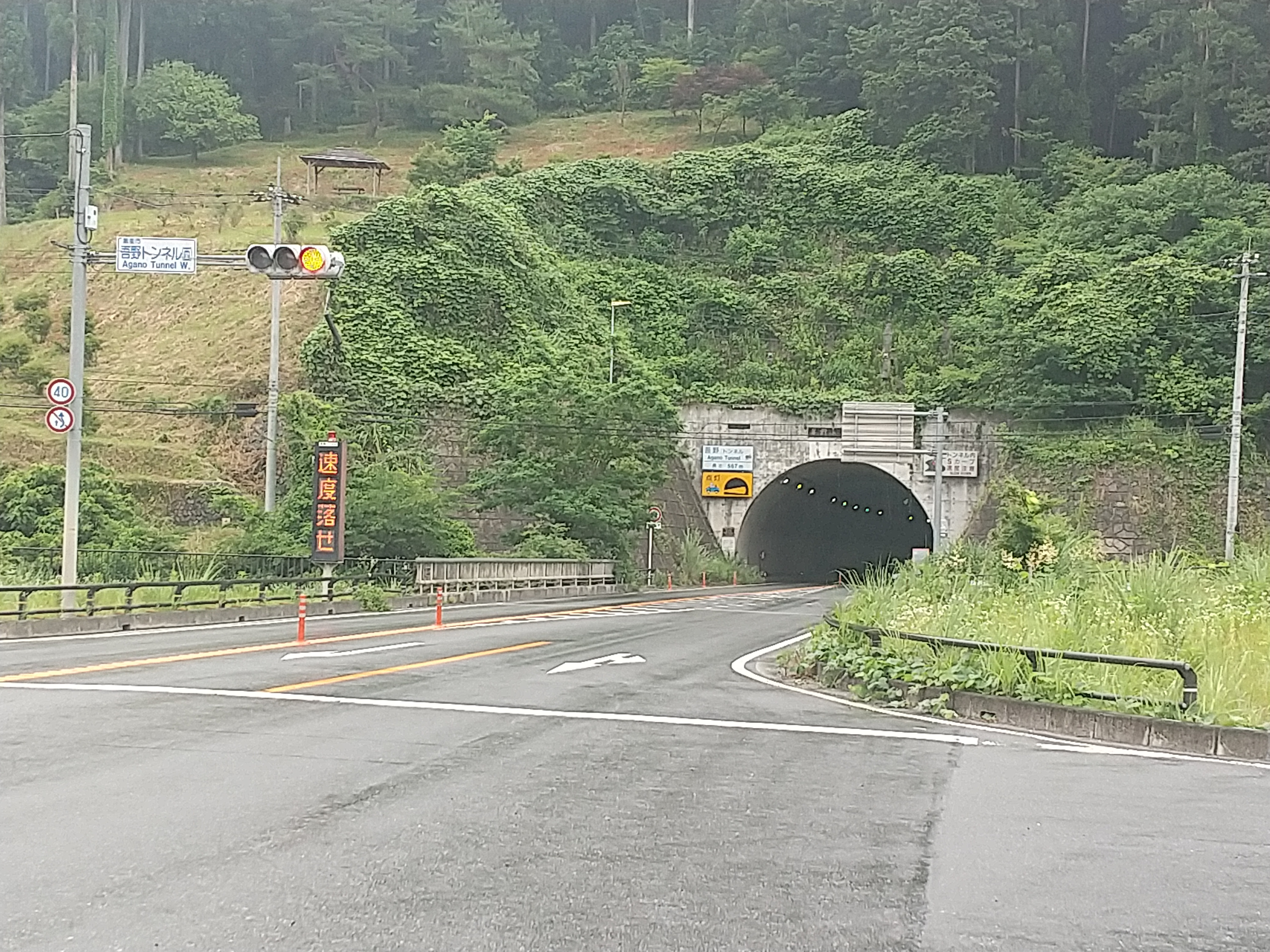
埼玉県飯能市 吾野トンネル付近（2024年6月）
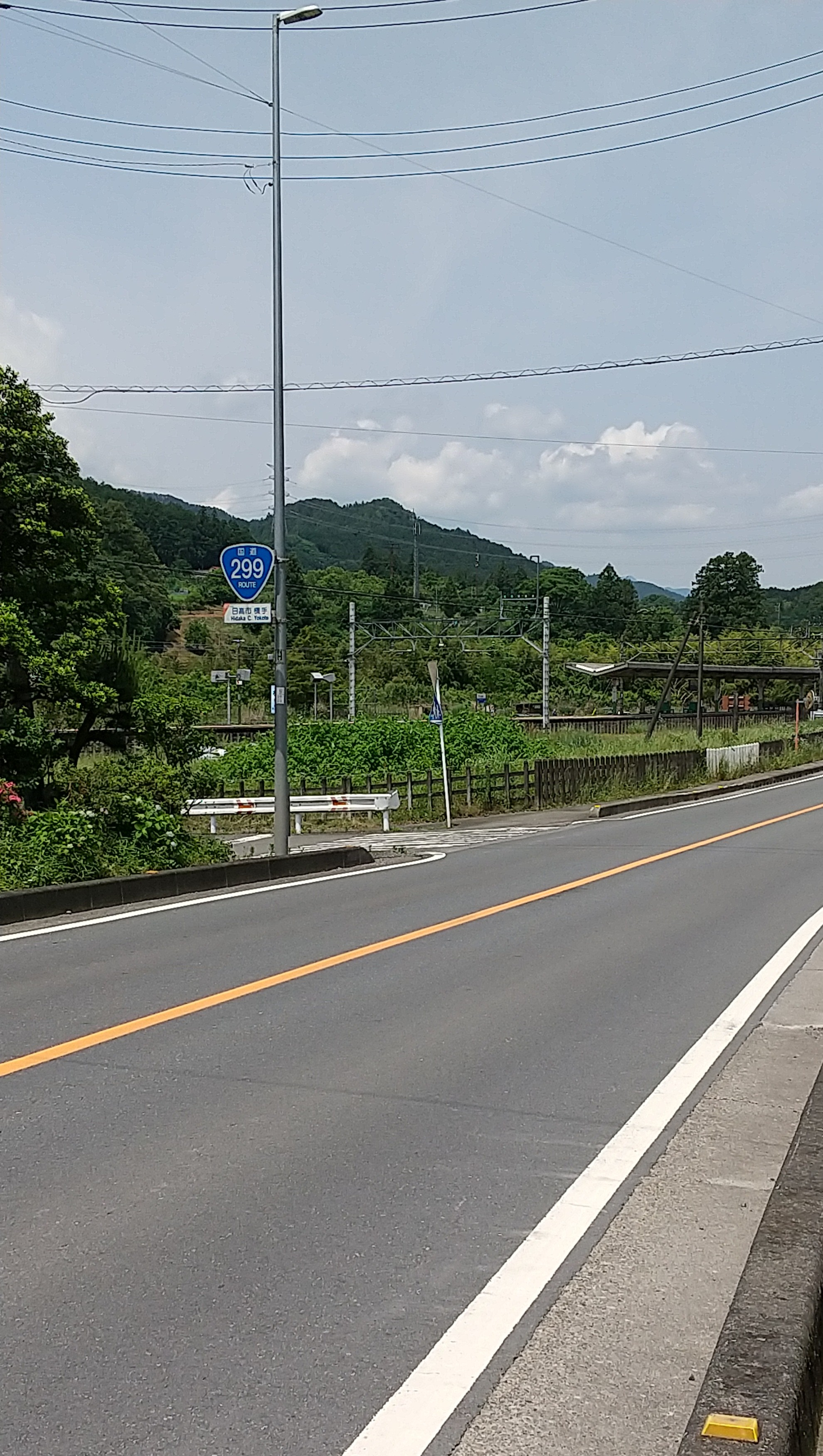
日高市横手付近
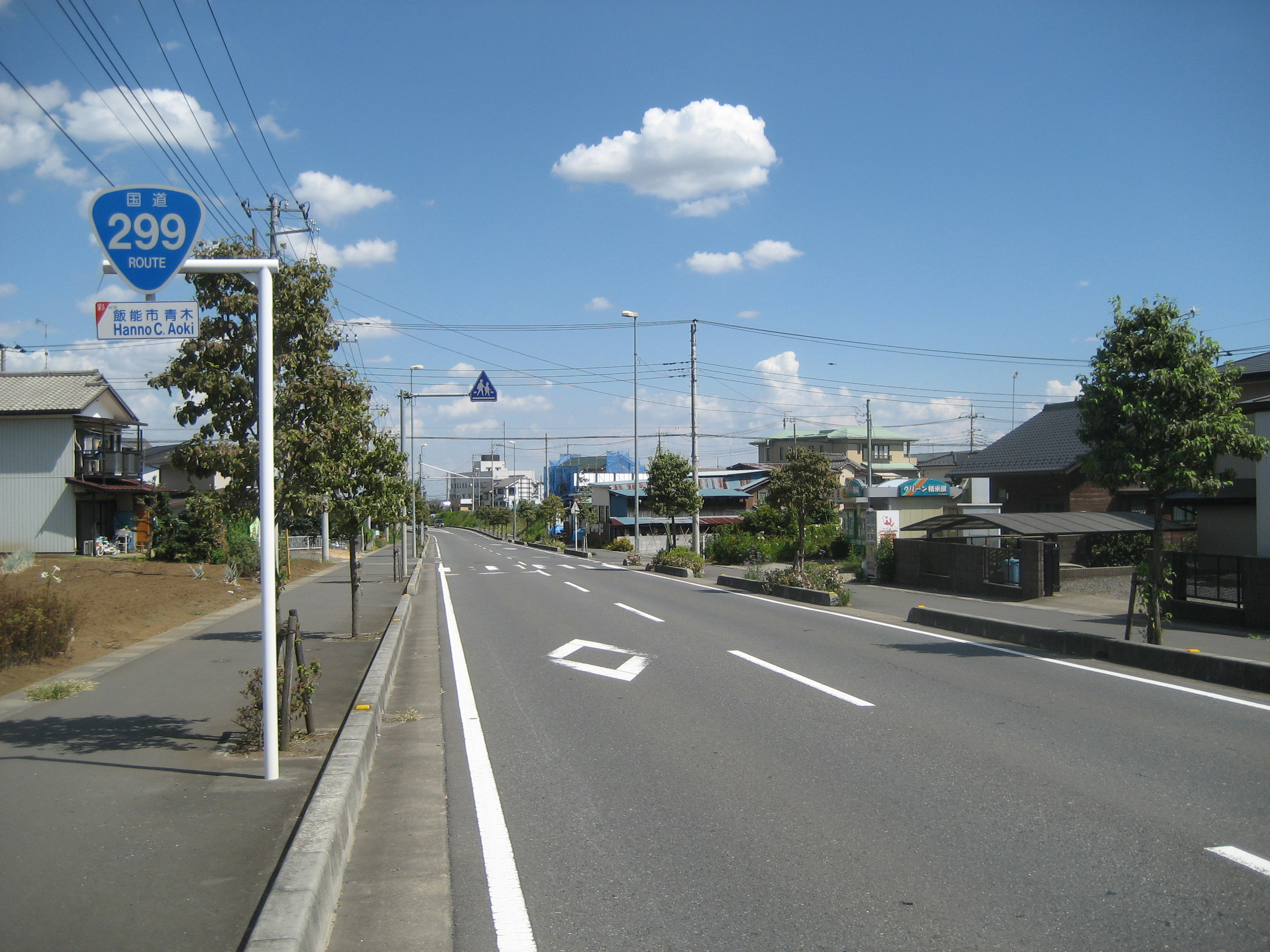
埼玉県飯能市内（2012年8月）
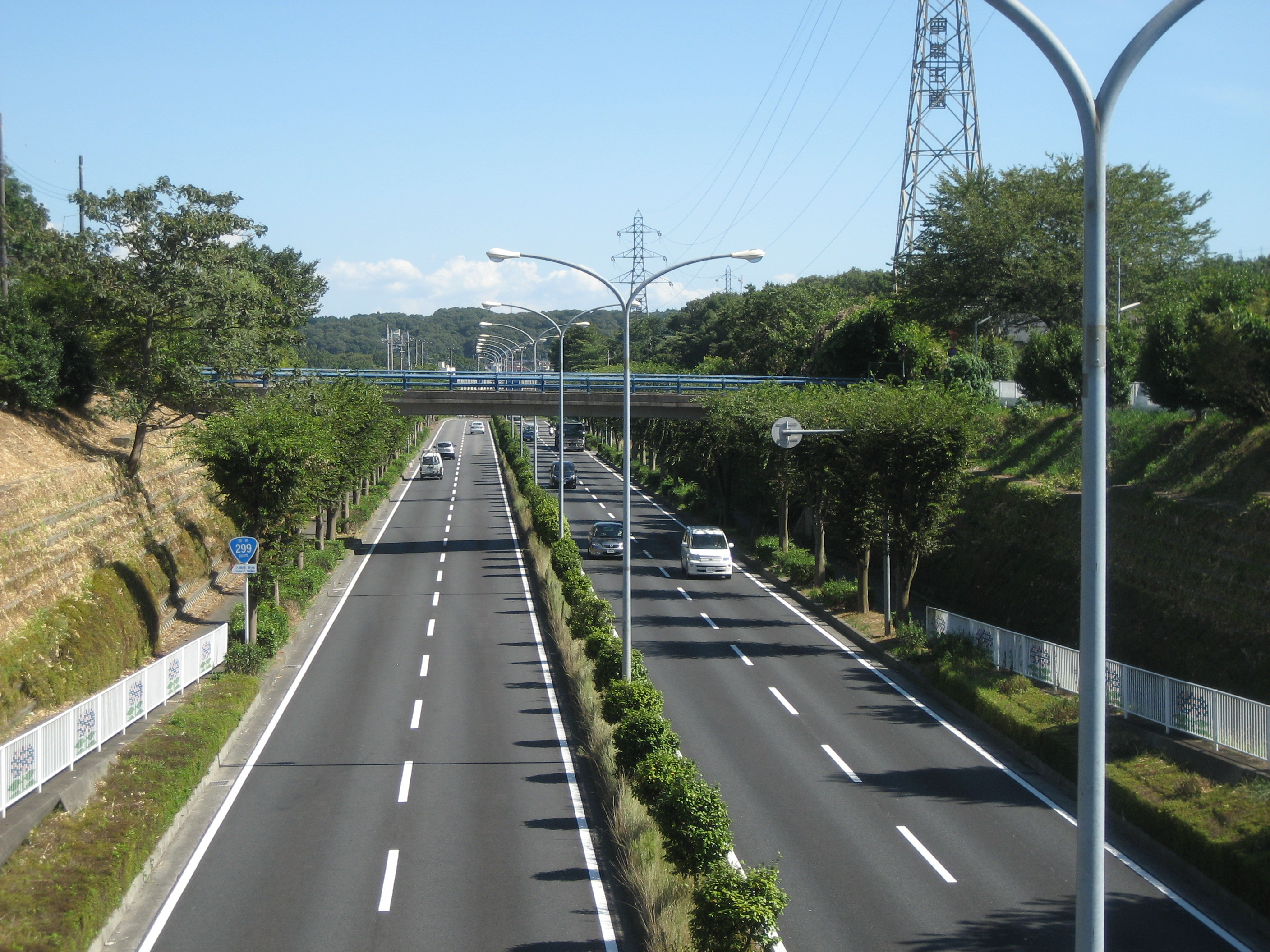
埼玉県入間市内（2012年8月）
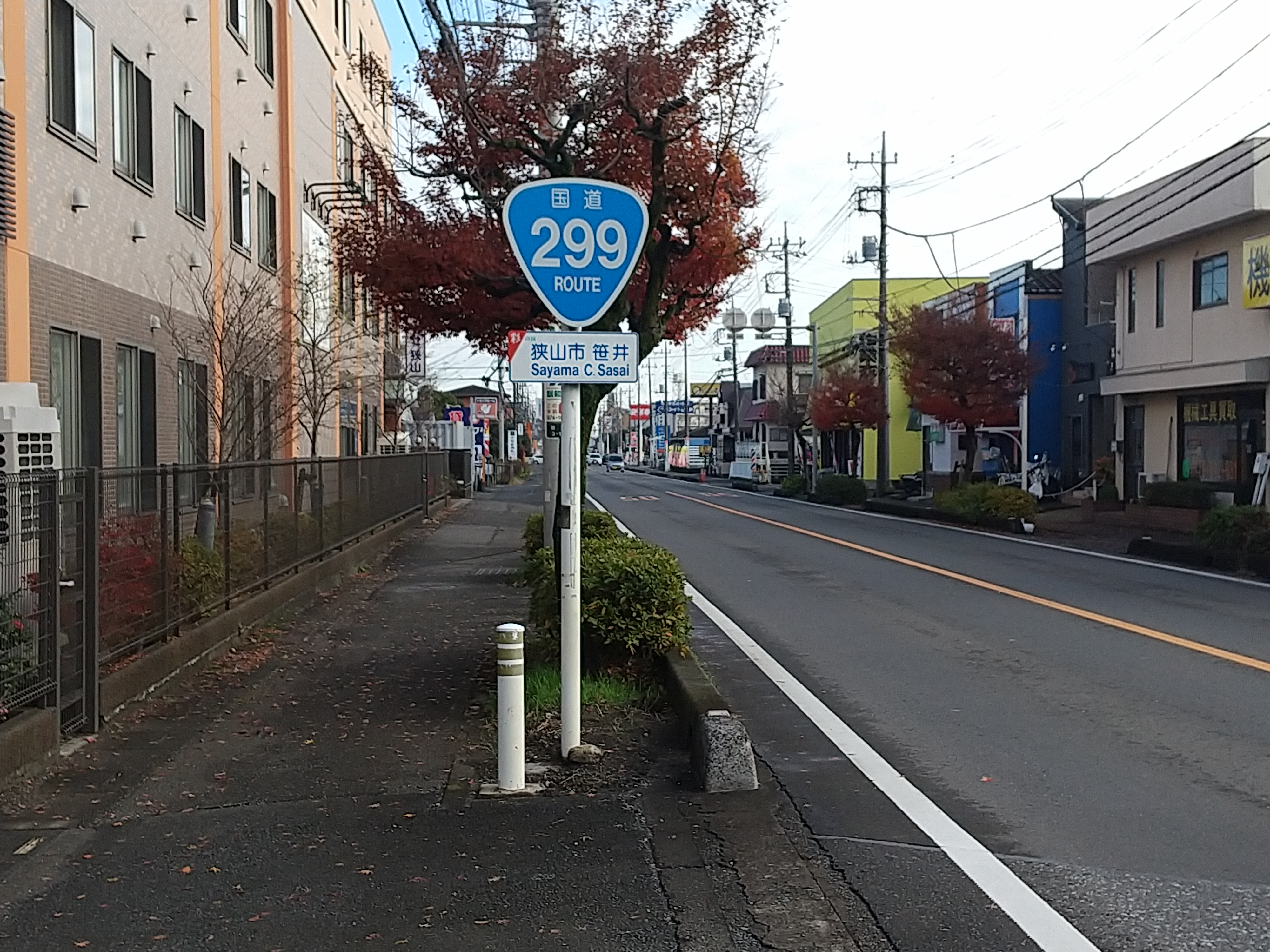
狭山市内（2021年12月）